# Porasilus senilis
Porasilus senilis là một loài ruồi trong họ Asilidae. Porasilus senilis được Wiedemann miêu tả năm 1828.